# Кривулько Василь Степанович
Василь Степанович Кривулько (14 листопада 1936, с. Смяч Новгород-Сіверського району) — залізничний, профспілковий і громадський діяч.
25 років віддав трудовій діяльності на Південно-Західній залізниці. Працював на різних посадах. Займав посаду секретаря Дорпрофспілки Південно-Західної залізниці та секретаря Київської міської ради профспілок.
З 1987 — перший віце-президент Спілки наукових та інженерних об'єднань України.
Академік-засновник дійсний член та віце-президент Академії технологічних наук України, іноземний член Академії інженерних наук ім. А. М. Прохорова.

## Відзнаки
- Почесний залізничник.
- Почесна грамота Президії Верховної Ради УРСР,
- Почесна Грамота Кабінету Міністрів України,
- медаль ім. В. М. Глушкова.